# آرکادیوش یاکوبیک
آرکادیوش یاکوبیک (انگلیسی: Arkadiusz Jakubik؛ زادهٔ ۱۴ ژانویهٔ ۱۹۶۹) بازیگر، خواننده و کارگردان فیلم اهل لهستان است.
از فیلم‌ها یا برنامه‌های تلویزیونی که وی در آن نقش داشته‌است، می‌توان به تو خدایی، عناصر ساشا – آتش، بازخورد، کلانگور، در اعماق جنگل، خانواده جایگزین، درهم‌شکستن محدودیت‌ها، سلطان، کشیشان، حوزه استحفاظی ۱۳، حوزه استحفاظی ۱۳، قسمت دوم، در خوشی و سختی، اداره ترافیک، فرشته نیرومند، ملکه برفی، خانه تاریک، عروسی و وُلین اشاره کرد.